# Verband der Anbieter von Telekommunikations- und Mehrwertdiensten

Logo VATM

Der Verband der Anbieter von Telekommunikations- und Mehrwertdiensten (VATM) ist eine Interessenvereinigung von mehr als 160 Telekommunikationsunternehmen und Mehrwertdiensteanbietern in Deutschland, die alle im Wettbewerb zum ehemaligen Monopolisten Deutsche Telekom stehen. Sie vereinigen etwa 80 Prozent des Umsatzes, der auf dem deutschen Telekommunikationsmarkt von Telekom-Wettbewerbern erzielt wird. Mit Geschäftsstellen in Berlin, Brüssel und Köln vertritt der VATM seine Mitgliedsunternehmen auf nationaler sowie auf EU-Ebene.

## Zweck
Der VATM hat sich im Dezember 1997 im Vorfeld der Liberalisierung des bundesdeutschen Telekommunikationsmarktes zum 1. Januar 1998 durch Zusammenschluss des Verband für Telekommunikation und Mehrwertdienste (VTM) und des Verband der Anbieter von Telekommunikationsdiensten (VAT) gebildet. Die konstituierende Sitzung fand am 9. Januar 1998 statt. Geschäftsführer ist seit Mai 2022 Frederic Ufer.
Ziel des VATM ist laut eigenen Angaben die Schaffung fairer und chancengleicher Rahmenbedingungen für die privaten TK-Unternehmen. Der VATM ist dazu vor allem durch Lobbyarbeit und publizistisch tätig.
Am 29. Dezember 2008 hat der VATM bekannt gegeben, dass die Mitgliedsunternehmen bis zu 40 Milliarden Euro investieren wollen, um einen flächendeckenden Zugang zu schnellem DSL zu gewährleisten. 2011 liegen die Investitionen bei 45 Mrd. Euro.
Mitglieder des VATM sind Festnetz- und Mobilfunkanbieter sowie Anbieter von Mehrwertdiensten. Assoziierte Mitglieder haben kein Wahl- und Stimmrecht im VATM. Die ordentlichen Mitgliedsunternehmen des Verbandes sind zum großen Teil Töchter oder Beteiligungen von Firmen aus Europa und Übersee. Sie bieten komplette TK-Dienstleistungen an oder bedienen Teilbereiche: Festnetzanbieter, Mobilfunkunternehmen, Service-Provider sowie Mehrwertdiensteanbieter mit Mail- und Fax-Diensten, Service-Rufnummern, Auskunftsservices oder Callcentern. Zu den assoziierten Mitgliedern zählen TK-Ausrüster sowie Anbieter von Billing-Systemen und anderen Lösungen für die Branche.

## Ähnliche Institutionen
- Ähnliche Zielsetzung in Deutschland verfolgt der Bundesverband Breitbandkommunikation.
- In Österreich übernimmt eine ähnliche Rolle der Verband Alternativer Telekom-Netzbetreiber (VAT) ein, dessen Mitglieder die Colt Technology Services GmbH, Hutchison Drei Austria, Tele2 Telecommunication (Österreich), Magenta Telekom und Verizon Austria sind.[2]
- Ebenfalls in Österreich ist der Verband Internet Service Providers Austria (ISPA) mit 224 Mitgliedern.[3]
- Demgegenüber vertritt in der Schweiz der Schweizerischen Verband der Telekommunikation (asut).[4] auch die Interessen der Swisscom, welche aus dem seinerzeitigen PTT-Monopol hervorgegangen ist.